# Dobrava, Radeče
Dobrava este o localitate din comuna Radeče, Slovenia, cu o populație de 58 de locuitori.